# بخش کلاور، شهرستان هوبارد، مینه سوتا
بخش کلاور (به انگلیسی: Clover Township) یک منطقهٔ مسکونی در ایالات متحده آمریکا است که در شهرستان هابارد، مینه‌سوتا واقع شده‌است.
 بخش کلاور ۹۲٫۳ کیلومتر مربع مساحت و ۱۳۴ نفر جمعیت دارد و ۴۶۹ متر بالاتر از سطح دریا واقع شده‌است.